# Aeroportul Flinders Island
Aeroportul Flinders Island (IATA: FLS, ICAO: YFLI) este un aeroport din Tasmania, Australia ce deservește zona Flinders Island⁠(d). Aeroportul a fost tranzitat în 2022 de 22.904 pasageri. A fost numit după zona deservită.
Situat la o altitudine de 10 m, aeroportul dispune de o singură pistă. Este operat de Flinders Council⁠(d).